# Adventista Teológiai Főiskola
Az Adventista Teológiai Főiskola egyházi fenntartású főiskola Pécelen. Az UniRank rangsorában 2019-ben Magyarországon a 41., világszinten a 11667. helyen állt.

## Története
Adventista Teológiai Főiskola jogelődjét 1948-ban alapította a Hetednapi Adventista Egyház. A felsőoktatású intézmény akkori elsődleges célja a lelkészképzés volt, mivel a korábbi időszakban a lelkészek, prédikátorok tudományos igényű képzése igen elmaradott volt. Az egyházi személyeket ebben az időben más országokban található főiskolákon és egyetemeken képezték,  azonban a külföldi tanulás anyagi- és később politikai okokból egyre inkább nehézzé és később már szinte lehetetlenné vált. Ezen felismerés segítette hozzá az akkori hetednapi adventista egyházvezetést a egy felsőoktatási intézmény alapításához Budapesten. A megalapított új intézmény  – a Lelkészképző Szeminárium  – 1950-től a működési engedély visszavonása miatt már nem működhetett tovább.
1957-től 1965-ig újra folytatódott az oktatás, azonban 1967-től a Szabadegyházak Tanácsának Lelkészképző Intézetévé alakult át, immáron már több kisegyház (adventista, baptista, metodista, pünkösdi) teológiájaként. Nem csupán tanári karát tekintve, hanem a diákok összetételére vonatkozólag is egy többpólusú intézmény volt, ugyanakkor érdekességként jegyezzük meg, hogy az intézmény vezetője, rektora-főigazgatója (az elnevezések változtak) mindig adventista volt.
A Szabadegyházak Tanácsa 1989-es megszűnésével a lelkészképző intézet megszüntetése is bekövetkezett. Mint a Szabadegyházak Tanácsa Lelkészképző Intézet jogutódja 1990-től ismét megnyitotta kapuit a tanulni vágyók előtt Adventista Teológiai Főiskola néven, budapesti bejegyzéssel. Ettől az időtől fogva folyamatosan működik, mint egyházi felsőoktatási intézmény. Minden törvényi feltételnek és akkreditációs eljárásnak megfelelt. Nem csupán a MAB akkreditálja folyamatosan az Adventista Teológiai Főiskolát, hanem 1996 óta a nemzetközi jogosultsággal rendelkező  az Adventist Accrediting Association (AAA) akkreditációs eljárása is, amely öt évre a Level II Institution (Offeringpost-secondarycourses and programsleadingtothreetofiveyear college/universitydegrees) jogcímet adta.
Az oktatás 1998 óta a Hetednapi Adventista Egyház tulajdonában lévő péceli ingatlanon (2119 Pécel, Ráday utca 12.). A több funkciót magába foglaló főépület az Adventista Teológiai Főiskola mellett helyet ad az egyház országos elnökségének és osztályvezetőinek, valamint a Reménység Evangelizációs Központ (REK) stúdióinak. A főépület mögött meghúzódó különálló három kollégiumi létesítmény a férfi és női hallgatók, továbbá a gondnok és vendégek elhelyezését biztosítja.
A végzett hallgatókkal az intézmény szoros kapcsolatot tart fent és a minőségbiztosítási rendszer formálásánál és alakításánál figyelembe veszik a tőlük érkező fontosabb jellegű észrevételeket.

## Képzések

### Alapképzés
- Teológia (nappali és levelező)

### Mesterképzés
- Teológia (nappali)

## Külső linkek
- https://atf.hu/